# Betula saviczii
Betula saviczii är en björkväxtart som beskrevs av Viktor Nikolayevich Vassiljev. Betula saviczii ingår i släktet björkar och familjen björkväxter. Inga underarter finns listade.
Arten är endast känd från provinsen Aqmola i norra Kazakstan. Trädet ingår i skogar som domineras av barrträd.
Det är inget känt om populationens storlek och möjliga hot. IUCN listar arten med kunskapsbrist (DD).